# بلمونته کالابرو
بلمونته کالابرو (به ایتالیایی: Belmonte Calabro) یک کومونه در ایتالیا است که در استان کزنتزا واقع شده‌است.

## خصوصیات
بلمونته کالابرو ۲۳٫۸۹ کیلومترمربع مساحت و ۲٬۲۶۹ نفر جمعیت دارد و ۲۶۲ متر بالاتر از سطح دریا واقع شده‌است.